# Un microfono per due
Un microfono per due è un film del 2009 diretto da Todd Louiso, al suo secondo film come regista.
Sebbene le riprese del film siano iniziate nel marzo 2007, il film è uscito in poche sale statunitensi nell'agosto del 2009 mentre nelle sale italiane è comparso nell'estate del 2010.

## Trama
Il Professor Gribble, insegnante di canto di un liceo americano dai modi giovanili e sfacciati e che millanta conoscenze nel mondo dello spettacolo, deve vedersela con il suo ex allievo Marc Pease, petulante, cocciuto, sognatore e aspirante musicista, cui lui dieci anni prima aveva promesso aiuto. In realtà, Gribble cercherà in tutti i modi di evitare Marc che, a sua volta, inizierà una serrata caccia all'uomo fatta di rocambolesche fughe e grotteschi inseguimenti. Le cose volgeranno al peggio quando l'aspirante musicista scoprirà che Gribble ha una relazione clandestina con l'ex allieva Meg nonché fidanzata dello stesso Marc.